# Le Temps d'aimer (telenovela, 2017)
Pour les articles homonymes, voir Le Temps d'aimer.
Le Temps d'aimer (Tempo de Amar) est une telenovela brésilienne produite et diffusée entre le 26 septembre 2017 et le 19 mars 2018 sur Rede Globo.
En France d'outre-mer, le feuilleton a été remonté en 90 épisodes de 45 minutes et diffusé entre le 21 décembre 2021 et le 7 mars 2022 sur le réseau La 1ère.

## Synopsis
1927. Dans un village du Portugal, José Augusto Correia Guedes élève seul sa fille Maria Vitória, depuis le décès de son épouse. Il compte sur l'aide de son employée, Delfina, avec laquelle il entretient une relation et dont il a eu une autre fille, Tereza, qu'il a toujours refusé de reconnaître. Maria Vitória, qui est sur le point de fêter ses 18 ans, est une jeune fille libre, rebelle, qui refuse de se soumettre aux diktats de l'aristocratie de l'époque. Fernão, fils du médecin du village, lui-même récemment diplômé de médecine, est amoureux de Maria Vitória et convaincu qu'ils sont destinés à se marier. Inácio, un jeune homme modeste élevé par sa tante dans le village voisin, fait la connaissance de Maria Vitória lors d'une procession religieuse et c'est le coup de foudre immédiat entre les jeunes gens. Ils commencent à sortir ensemble, mais le couple se sépare après qu'Inácio a trouvé un emploi à Rio de Janeiro. Il part sans savoir que Maria Vitória est enceinte.

## Distribution

### Rôles principaux
| Acteur/Actrice            | Personnage                          |
| ------------------------- | ----------------------------------- |
| Vitória Strada            | Maria Vitória Torres Correia Guedes |
| Bruno Cabrerizo           | Inácio Ramos                        |
| Bruno Ferrari             | Vicente Gomes da Rocha              |
| Andreia Horta             | Lucinda Macedo                      |
| Jayme Matarazzo           | Fernão Coelho de Abreu Moniz        |
| Henri Castelli            | Teodoro de Magalhães                |
| Marisa Orth               | Celeste Hermínia / Mafalda          |
| Tony Ramos                | José Augusto Correia Guedes         |
| Letícia Sabatella         | Delfina Leitão                      |
| Olívia Torres             | Tereza Leitão Correia Guedes        |
| Deborah Evelyn            | Alzira Torres da Fontoura           |
| Nelson Freitas            | Bernardo da Fontoura                |
| Cássio Gabus Mendes       | Dr. Reinaldo Macedo                 |
| Lucy Alves                | Eunice                              |
| Françoise Forton          | Emília Macedo                       |
| Mayana Moura              | Carolina Delamare de Sobral         |
| Nívea Maria               | Henriqueta Ramos                    |
| Regina Duarte             | Madame Lucerne                      |
| Barbara França            | Celina Torres da Fontoura           |
| Guilherme Leicam          | Artur Ferreira de Sá                |
| Marcello Melo Jr.         | Edgar Herman                        |
| Sabrina Petraglia         | Olímpia Gomes da Rocha              |
| Maria Eduarda de Carvalho | Mademoiselle Gilberte               |
| Guilherme Prates          | Giuseppe Molinari                   |
| Jessika Alves             | Helena Pacheco (Lena)               |
| Ricardo Vianna            | Tomaso Molinari                     |
| Giulia Gayoso             | Natália Pacheco (Naná)              |
| Amanda de Godoi           | Felícia Pacheco (Bijou)             |
| Werner Schünemann         | Conselheiro Francisco Alcino        |
| Karine Teles              | Odete Costa Alcino                  |
| Jackson Antunes           | Geraldo Carvalho                    |
| Olívia Araújo             | Ana Filomena / Nicota               |
| Yasmin Gomlevsky          | Irmã Isabel Assunção                |
| Maicon Rodrigues          | Percival dos Anjos (Pepito)         |
| Valquíria Ribeiro         | Balbina dos Anjos                   |
| Vera Gimenez              | Luísa                               |
| Ana Carbatti              | Isolina de Jesus                    |
| José Augusto Branco       | Padre João                          |
| Eli Ferreira              | Tiana                               |
| Lívian Aragão             | Angélica Ramos                      |
| Gustavo Piaskoski         | Lucas Moreiras                      |
| Cristiano Garcia          | Gregório de Sant'Anna               |
| Beatriz Campos            | Leonor                              |
| Jorge de Sá               | Justino                             |
| Ricardo Pavão             | Vasco Sampaio                       |
| Joelson Medeiros          | Firmino de Oliveira                 |
| Fátima Montenegro         | Elvira de Oliveira                  |
| Marcel Octavio            | Otávio                              |
| Gustavo Arthiddoro        | Raimundo Freitas                    |

### Participations spéciales
| Acteur/Actrice             | Personnage                              |
| -------------------------- | --------------------------------------- |
| Júlia Almeida              | Eva Dantas                              |
| Malu Mader                 | Ester Delamare, Baronesa de Sobral      |
| Othon Bastos               | Signore Rossi                           |
| Bete Mendes                | Irmã Maria Imaculada                    |
| Odilon Wagner              | Dr. Álvaro Moniz                        |
| Mário Gomes                | Eleutério Ferreira de Sá                |
| Miriam Freeland            | Gilka Machado                           |
| Roberto Pirillo            | Dr. Lutero Padilha                      |
| Malu Valle                 | Irmã Margarida                          |
| Inez Viana                 | Guiomar Coelho de Abreu Moniz           |
| Roberto Frota              | José Figueira (Figueirinha)             |
| Analu Prestes              | Hermengarda Sampaio                     |
| Giselle Prattes            | Josefina Vieira                         |
| Erik Marmo                 | Martim Vieira                           |
| Rosi Campos                | Dona Urânia (cartomante)                |
| Bel Kowarick               | Dalva Macedo                            |
| Mônica Carvalho            | Ismênia                                 |
| Juan Alba                  | Imediato Antero                         |
| Luiz Guilherme             | Palamedes Junqueira                     |
| Glauce Graieb              | Madame Lenah                            |
| Luca de Castro             | Deputado Olindo Freitas                 |
| Antônia Frering            | Madame Aspásia                          |
| Augusto Garcia             | José Augusto (jovem)                    |
| Elisa Brites               | Celeste Hermínia/Mafalda Torres (jovem) |
| Débora Ozório              | Alzira Torres (jovem)                   |
| Alessandra Lia             | Jane                                    |
| Simon Petracchi            | Dr.Tortorella                           |
| Martha Meola               | Dona Lurdes                             |
| Márcio Erlisch             | Dr. Osório                              |
| Gláucio Gomes              | Vianna                                  |
| Antônio Sabóia             | Matias Cardoso                          |
| Paulo Vespúcio             | Padre Orlando                           |
| Raffaele Casuccio          | Fraçois                                 |
| Rodrigo Candelot           | Alves Melo                              |
| Fabiana Sil                | Helenice                                |
| Gabriel Muglia             | Maurício                                |
| Gabriel Montenegro         | Uala                                    |
| Ramón Cabrer               | Emidio                                  |
| Rose Moraes                | Dona Marinéia                           |
| Max Lima                   | Murilo                                  |
| Samuel Toledo              | Nicola                                  |
| Geni Fraga                 | Hortência                               |
| Vander Rabelo              | Ernesto                                 |
| Vinícius Moreno            | Carrapeta                               |
| Vinicios Ross              | Jenipapo                                |
| Cássio Pandolfh            | Sebastião Pinto da Conceição            |
| Luiz Bittencourt           | Sandoval                                |
| Júlio Levy                 | Sr. Macário Leme                        |
| Paulo Verlings             | Umberto                                 |
| Ricardo Martins            | Salvador                                |
| Thalita Xavier             | Lulú                                    |
| Marco Marcondes            | Delegado Olavo Pimenta                  |
| Maria Otávia Cordazzo      | Aline                                   |
| Lionel Fischer             | Dr. Falcão                              |
| Paola Rodrigues            | Esmeralda                               |
| Anja Bittencourt           | Beata Izilda                            |
| Elisa Lucinda              | Januária Herman                         |
| Jaime Leibovitch           | Hans Herman                             |
| Ana Paula Botelho          | Freira                                  |
| Zé Victor Castiel          | Sr. Quintela                            |
| Edu de Moraes              | Homero                                  |
| Aldino Brito               | Agenor                                  |
| Giulliana Monte            | Alberttine                              |
| Luan Frank                 | Jean                                    |
| Paulo Carvalho             | Lourival                                |
| Claudia Matarazzo          | Pepita de Oro                           |
| Guilherme Aparecido Norato | Martim                                  |

## Version française
La version française est assurée par Studio Plug-in au Maroc.
Avec les voix de Nawal Lemrini, Jean-Albert Margaine, Adrien Caminada, Mounia Bennis, Guillaume Escaffre, Sophie Pastrana, Xavier Becker, Vanessa Lefebvre, Fanny Dalmau, Anna Fhima, Anne-Lise Auclair, Olivier Mutelet, Mouna Belgrini, Alex Pinault, Eric Cuvelier, Nathalie Leplay, Hélène Tran, Corinne Troisi, Paul Nguyen, Antoine Pinault, Nicolas Reydet, Emmanuelle Brindel, Farida Hamou, Nollane Charonnet, Sabrina Lamory, Gabriel Delmas, Dominique Saouri, David Benezra, Eulalie Rodot, Letizia Costantini, Camille Bechta, Narimène Bendjaballah, Michael Paolinetti, Claire Begards, Christophe Cerino, Samia Abdeladim, Jalil El Jaouhari, Hamza Toujiri et Odile Roehrig.